# Shijian 20
Shijian 20 (chinesisch 實踐二十號 / 实践二十号, Pinyin Shíjiàn Èrshí Háo, deutsch: etwa „Praxiserprobung 20“) ist ein chinesischer Technologieerprobungssatellit.

## Geschichte
Der von der Chinesischen Akademie für Weltraumtechnologie unter der Leitung von Li Feng (李峰) vom Qian-Xuesen-Labor für Weltraumtechnologie gebaute Satellit beruht auf dem neu entwickelten DFH-5-Bus der Firma und dient dazu, die Schlüsseltechnologien der neuen Satellitenplattform zu erproben. Nach einigen Problemen mit der Trägerrakete Langer Marsch 5 – der weitgehend baugleiche Vorgängersatellit Shijian 18 war am 2. Juli 2017 sechs Minuten nach dem Start in den Indischen Ozean gestürzt – hob Shijian 20 am 27. Dezember 2019 um 12:45 (UTC) vom Kosmodrom Wenchang auf der Insel Hainan ab. Etwa 34 Minuten nach dem Start trennte sich der 8 t schwere Satellit von der Kickstufe der Rakete und schwenkte in eine geostationäre Umlaufbahn ein.

## Besonderheiten

### Solarpaneele
Der DFH-5-Bus besitzt zwei halbstarre Solarzellenflügel aus jeweils sechs Modulen, die ein „Kruzifix“ bilden und dem Satelliten in voll ausgeklapptem Zustand eine „Flügelspannweite“ von 45 m verleihen, rund 10 m mehr als beim Verkehrsflugzeug Boeing 737. Damit wird eine Leistung von 30 kW erzeugt, wovon 18 kW für die Nutzlasten zur Verfügung stehen.
Die Solarpaneele sind sowohl von der Spannweite als auch von der Fläche her Chinas bislang größte ihrer Art, auch der Ausklappmechanismus ist so kompliziert wie noch nie. Einmal entfaltet, können die jeweils rund 50 kg schweren Solarzellenflügel von einem Motor langsam um die Längsachse rotiert werden, um sie möglichst zur Sonne hin auszurichten. Bei dem Kommunikationssatelliten NigComSat-1, der auf dem DFH-4-Bus basierte, war im April 2008 der Rotationsmechanismus an einem Solarzellenflügel ausgefallen, was im weiteren Verlauf zu einem Totalverlust des Satelliten führte. Daraufhin wurde der Antrieb von der Akademie für Weltraumtechnologie umkonstruiert.

### Breitband-Datenübertragung
Die Chinesische Akademie für Weltraumtechnologie arbeitet seit 2016 an Technologien für ein satellitengestütztes, von Militär und zivilen Kunden gemeinsam genutztes Internet, das besonders für Streamingdienste, mobile Kommunikation, Rettungsdienste und das Internet der Dinge von Interesse ist. Eines der Probleme hierbei ist, dass das für diese Zwecke an sich gut geeignete Ka-Band (27–40 GHz) bereits stark genutzt wird. Daher trägt Shijian 20 nun einen vom Forschungsinstitut 504 der Chinesischen Akademie für Weltraumtechnologie entwickelten „Flexiblen Breitband-Transponder“ (broadband flexible transponder) für den Q/V-Bereich, also 33–75 GHz, wo sich das Gerät je nach Bedarf freie Frequenzen sucht.
Damit wird die praktisch erreichbare Datenübertragungsrate um das Vier- bis Fünffache erhöht und liegt bei einer genutzten Bandbreite von 5,5 GHz nun bei 70 Gbit/s. Ein erster Systemtest fand am 4. Januar 2020 statt, und vom 10. bis 14. März 2020 wurde erfolgreich der Frequenzwechsel getestet.
Als Nächstes soll nun die Datenübertragung bei verschiedenen Wetterverhältnissen erprobt werden, mit Schwerpunkt auf der Untersuchung der Absorptionsverluste durch Regentropfen, die in Ländern mit Monsunklima ein gewisses Problem darstellen.
In China arbeiten derzeit mehrere Firmen an auf dem DFH-5-Bus basierenden Kommunikationssatelliten mit Übertragungsraten von 100 Gbit/s bis 1 Tbit/s, die den an Projekten der Neuen Seidenstraße beteiligten Ländern und ihren Anrainerstaaten damit hochqualitatives Internet zur Verfügung stellen wollen, ohne dass aufwändige Glasfasernetze gebaut werden müssen.

### Kommunikationslaser
Von der Volksbefreiungsarmee wird bei schlechtem Weltraumwetter, wenn der Sonnenwind den Funkverkehr stört, die sogenannte „optoelektronische Nachrichtenübermittlung“ mittels Laser, eine Hochgeschwindigkeitsvariante der alten Blinksignale, bereits routinemäßig eingesetzt. Ebenso finden Kommunikationslaser auf den Beidou-Navigationssatelliten Verwendung, um ihren Flug in einer netzförmigen Satellitenkonstellation zu koordinieren. Anders als bei diesen Anwendungen, wo sich immer nur ein Laser auf dem Satelliten befindet, hat Shijian 20 ein vom Forschungsinstitut 504 über einen Zeitraum von 15 Jahren entwickeltes Infrarotlaser-Terminal mit drei verschiedenen Systemen, die über längere Zeit erprobt werden sollen, um für die Entwicklung zukünftiger Kommunikationslaser, vor allem für die Chinesische Raumstation, Daten aus dem praktischen Orbitalbetrieb zu sammeln. Das derzeit auf Shijian 20 installierte Laser-Terminal erzielte bei einem Test Anfang April 2020 im Zweikanal-Betrieb, der im Vergleich zu einem einzelnen Laser neben der höheren Geschwindigkeit auch eine bessere Störsicherheit bietet, mit Quadraturphasenumtastung eine Übertragungsrate von 10 Gbit/s.

### Hybridantrieb
Shijian 20 verfügt über einen Hybridantrieb. Zum einen hat er ein Flüssigkeitstriebwerk, das einen hohen Vakuumschub liefert und dazu diente, den Satelliten nach der Abtrennung von der Trägerrakete rasch in seine geostationäre Umlaufbahn zu bringen. Auch die Steuerdüsen für die Ausrichtung des Satelliten sind chemische Triebwerke. Für die feinen Bahnkorrekturen während seiner voraussichtlich 16-jährigen Lebensdauer verfügt der Satellit außerdem über ein Ionentriebwerk. Dieses erzeugt zwar nur einen geringen Schub, der sich aber in zwei Stufen regeln lässt, wodurch der Satellit eine hohe Effizienz bei der Treibstoffnutzung erhält.

### Kühlsystem
Der DFH-5-Bus ist zwar relativ groß, seine Oberfläche genügt jedoch nicht, um die von den Nutzlasten im Regelbetrieb erzeugte Hitze abzustrahlen, vor allem, wenn sich diese im Zentrum des Gehäuses befinden. Aus diesem Grund verfügt der Satellit über einen geschlossenen Kühlmittelkreislauf. Über Röhren wird eine Flüssigkeit zu allen Geräten geleitet, wo sie die überschüssige Wärme aufnimmt und zu einem Kühlkörper an der Außenseite des Satelliten transportiert, der die Wärme dann ins Weltall abstrahlt. Besagter Kühlkörper aus einem Formgedächtnispolymer lag während des Starts flach an der Wand des Satelliten.
Nachdem Shijian 20 den korrekten Orbit erreicht und den Betrieb aufgenommen hatte, löste sich die Verriegelung automatisch und der Kühlkörper entfaltete sich.
Falls sich dieses Kühlsystem auf Dauer bewährt, könnte man so bei zukünftigen Satellitenplattformen im 10-Kilowatt-Bereich den Widerspruch zwischen der Abwärmeerzeugung der immer anspruchsvolleren Nutzlasten und der ungenügenden Gehäuseoberfläche elegant lösen. Da bei dem in Shijian 20 installierten Kühlsystem die Temperatur im Inneren des Satelliten bei 35 K, also −238 °C gehalten wird, wäre es auch für die Kühlung der empfindlichen Geräte in Tiefraumsonden geeignet, um deren Wärmerauschen zu reduzieren.